# Vectone
Vectone Mobile è un operatore di telefonia mobile virtuale attivo dal 2007 e di proprietà della Mundio Mobile Limited, con sede a Londra.

## Storia
Al luglio 2016 Vectone Mobile operava come Full MVNO in Austria, Belgio, Danimarca, Francia, Paesi Bassi, Portogallo, Repubblica Ceca, Svezia e Regno Unito.
Portogallo
In Portogallo informò l'Autorità nazionale delle comunicazioni (Anacom: Autoridade nacional de comunicacoes) della sua cessazione, nel 2018. Smise di funzionare il 4 luglio 2018, sollecitando il regolatore a insistere sul fatto che l'MVNO offriva ai suoi utenti una finestra di tre mesi entro cui trasferire il loro numero a un fornitore alternativo. Anacom osservava che l'operatore virtuale, lanciato in Portogallo nel novembre 2012, aveva meno di 5.000 abbonati, sebbene l'osservatorio non abbia fornito una ripartizione statistica trimestrale per l'azienda dal 1º trimestre 2017.